# Балкањ
Балкањ (мађ. Balkány) је град у североисточној Мађарској. Балкањ је значајан град у оквиру жупаније Саболч-Сатмар-Берег.

## Географија

### Локација
Балкањ је четврто највеће насеље у жупанији Саболч-Сатмар-Берег, град округа Нађкало.
Покрива површину од 8.999 km2 (3.475 sq mi) и има популацију од 6.852 људи (2002). Лежи на 28 km (17 mi) југоисточно од Њиређхазе и 40 североисточно од Дебрецина. Постоји много малих градова који окружују Балкањ, укључујући Бири, Нађкало, Калошемјен, Бокони, Сакољ и Гестеред.

## Историја
Његово прво писано помињање потиче из 1214. године у Варади регеструму, до окружне организације 1950. припадао је округу Нађкало у округу Саболч. Најзначајнији споменик средњовековне историје насеља је данашња реформаторска црква. У 2015. години је имао 6.392 становника, што га чини младим насељем по старосној структури. Скоро трећина становништва живи у екстензивном свету фарми, који се тренутно састоји од 24 „живе" фарме. Његове атракције укључују замак Генци, вилу Годени, у којој се налази полицијска станица, и „мамутски бор” у Чифитањи. Станица Хитне помоћи у граду ради од 2001. године као четрнаеста амбуланта Жупанијске организације хитне помоћи. Године 2004. добио је статус града. Познати родом из града је песник и писац Јанош Мадар и писац Ањеш Варди Хусар.
Значење имена највероватније има везе са мочваром. Први земљопоседници овог краја била је племићка породица Гут-Келед коју је краљ поклонио Балкању 1289. године. Балкањ су тада поделили породице, западни део је припао Павлу (Палу) и Томи (Тамашу), источни део је заузео Павлов син, Лоренс (Леринц). Као резултат напада Турака Османлија и других номадских племена, Балкањ је постао град духова до касног 16. века. Почетком 18. века, становништво града је поново порасло, управа је била подељена међу најпросперитетнијим породицама као што су Бездеди, Деси, Финта, Генчи, Гедени, Гут и Кечег. Године 1839. био је највећи град у округу са 3.006 становника.
Балкан је дом за 6.852 људи (2005.) од којих већина живи у земљи. Незапосленост је озбиљан проблем, више радних места се губи него отвара. Као и раније, највећи сектор запошљавања је пољопривреда. Међутим, недостатак инвестиција и смањење цена локално произведене робе створили су неповољно пословно окружење.
Постоји неколико вртића и две основне и средње школе које школују 1.300 деце у граду.

## Становништво
Тенденција формирање становништва у Балкању
| Година | Становника |
| ------ | ---------- |
| 1715.  | 1.200      |
| 1870.  | 3.977      |
| 1880.  | 3.769      |
| 1890.  | 4.399      |
| 1900.  | 4.500      |
| 1910.  | 4.630      |
| 1920.  | 5.130      |
| 1930.  | 5.052      |
| 1949.  | 5.630      |
| 1960.  | 6.300      |
| 1990.  | 6.504      |
| 1991.  | 6.405      |

| Година | Становника |
| ------ | ---------- |
| 1992.  | 6.415      |
| 1993.  | 6.407      |
| 1994.  | 6.495      |
| 1995.  | 6.740      |
| 1996.  | 6.666      |
| 1997.  | 6.741      |
| 1998.  | 6.841      |
| 1999.  | 6.818      |
| 2000.  | 6.736      |
| 2001.  | 6.861      |
| 2002.  | 6.809      |
| 2003.  | 6.768      |

| Година | Становника |
| ------ | ---------- |
| 2004.  | 6.806      |
| 2005.  | 6.852      |
| 2006.  | 6.757      |
| 2007.  | 6.703      |
| 2008.  | 6.563      |
| 2009.  | 6.442      |
| 2010.  | 6.362      |
| 2011.  | 6.548      |
| 2012.  | 6.505      |
| 2013.  | 6.468      |
| 2014.  | 6.431      |
| 2015.  | 6.392      |
| 2016.  | 6.413      |